# 番茄大战
番茄大战（La Tomatina，也译作西红柿战）是西班牙巴倫西亞自治區布尼奥尔在每年8月的最后一个星期三举行的节日。 数以万计的参与者从世界各地赶来參加一场不会造成伤害的混战，在大街上投掷超过100噸熟透多汁的番茄。番茄大战起源于1945年，经过80年的发展，它已经成为布尼奥尔镇牢固的传统和城市特色。
番茄大战约有30,000人参加，数倍於布尼奥尔正常人口9,000人。由於布尼奥尔的住宿条件有限，因此许多参与者住在巴伦西亚，而乘汽车或火车来到距巴伦西亚38公里的布尼奥尔小镇。街道两旁的商店在番茄大战前紧闭门窗，并用塑膠布遮盖，以免在大战中被弄脏。

## 番茄大战

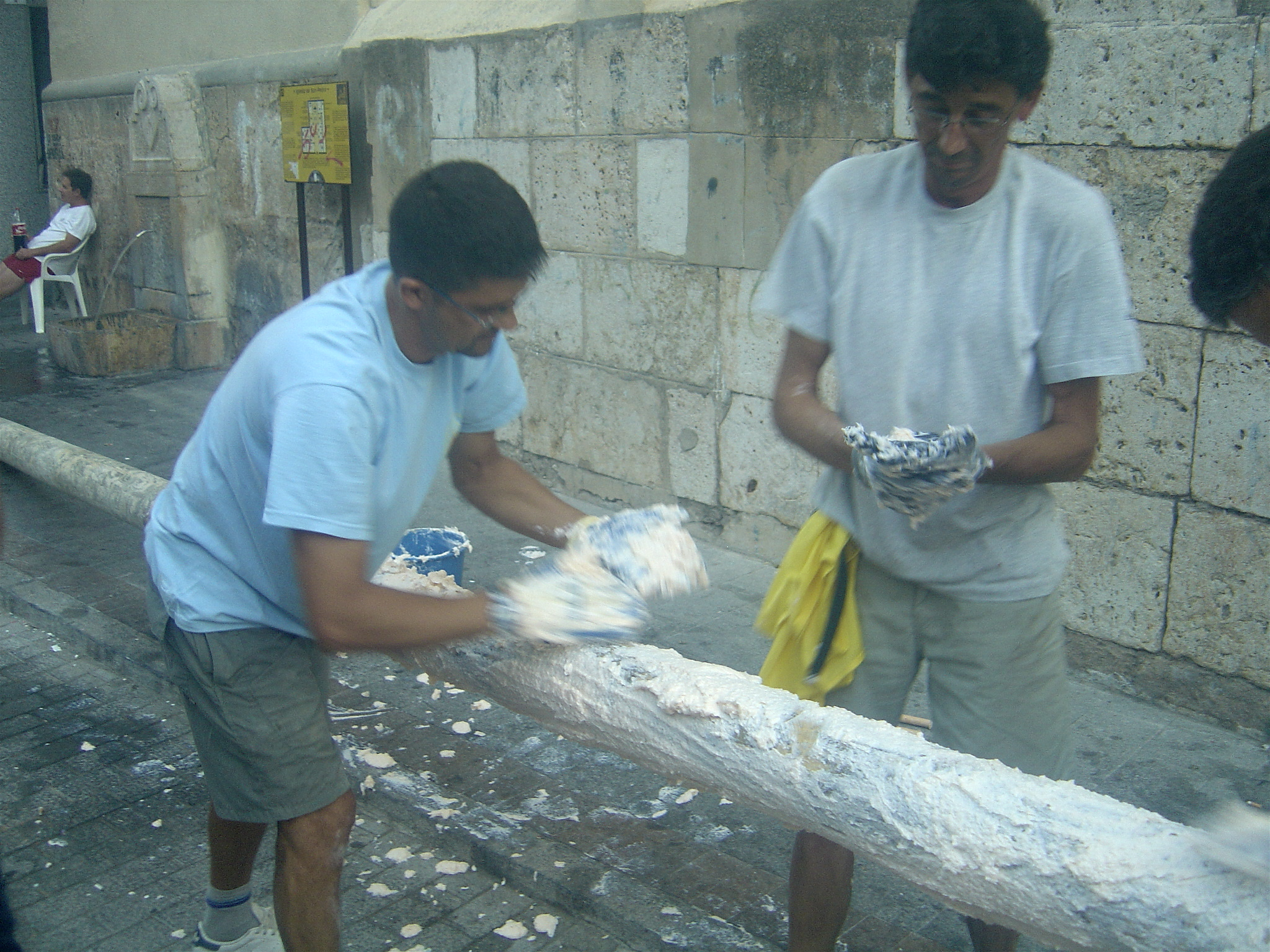
人们在木杆上涂油脂

番茄大战在上午10时拉开序幕。在街上，人們豎起一個高高的塗有油脂的木杆，在杆子的頂端放置一塊火腿，只要當有人爬到頂端並把火腿拿下來時，番茄大戰才開始。
上午11点，几辆满载番茄的大卡车来到镇中心的人民广场并倾倒在街道旁，作为大战的弹药。这些番茄来自埃斯特雷马杜拉，因为在那里番茄的价格比本地更便宜。一声冲天炮发出了开始的信号，随后混乱就开始了，一旦番茄大战开始，每个人就各自为战。 番茄大战也有自己的规则，参与者被建议戴上防护性的护目镜和手套；人们在投掷番茄前必须捏烂以免伤人；只允许扔番茄，禁止扔任何种类的瓶子；不允许撕扯对方的衣服。大约两个小时后，当冲天炮再一次响起，所有人都必須停下来了，否则会按照规则处以罚款。大战结束时街道成为了番茄酱的河流，整个小镇充斥着番茄的果皮，果肉，果汁和种子，人们浑身上下都沾满了番茄酱，衣服几乎都被染成了红色，有的甚至躺在番茄酱中，而此时也几乎找不到完整的番茄了。
随后，狂欢者会湧向附近的河旁，镇里在河旁的平地上设置了数百个公共淋浴间，人们穿著衣服，在洒下冲洗掉身上的番茄酱。同时，清扫过程也开始了，清扫动用了消防车，从消防龙头喷出的高压水柱将街道清洗干净，很快小镇都恢复了往日的平静，商店，酒吧，餐馆都又开门迎客。

## 守护神之节
番茄大战只是为期一周的节日－－守护神之节的压轴戏。守护神之节是献给本镇的守护神路易斯·波特朗（Luis Bertràn）和巴伦西亚的守护神，儿童的保护者圣母玛利亚。守护神之节以音乐，游行，舞蹈和焰火为特色。在番茄大战之前的晚上，参与者还要参加西班牙大鍋飯的烹饪比赛。

## 起源
自从1944年至1945年以来，番茄大战就成为布尼奥尔镇的牢固的传统。关於番茄大战的起源，有很多传说，但其真正的起源却已经无从寻找。传说的一些版本包括：
- 本地朋友间的食物大战，[4]
- 在嘉年华游行上，旁观者向彩车投掷的番茄。
- 一辆卡车意外泄露导致的混乱的结果。
- 在一次游行中，一群反宗教抗议者扔番茄以示抗议。[4]
- 在小镇的庆典上不满的镇民用番茄攻击议事机构的成员。
- 村中有一位售卖蔬菜的老人，当一群年轻人经过时，他的货摊被打翻了，年轻人於是就抓住这个机会捡起番茄互相攻击。[4]
- 一个在小镇广场上抱着吉他演奏的音乐家，由於乏味和走调的演出，於是而遭到一些蔬菜的袭击，周围的人显然认同这一做法，於是也从旁边的蔬菜摊上抓起番茄向演奏者扔去，於是愈演愈烈。 [5][6]
- 在一次“巨人和大头（西班牙语：Gigantes y cabezudos）”的游行时，镇中心广场上挤满了年轻人，一些人想参加到队列前列的乐队中去，於是他们推挤一个装扮为巨人的人。这时参加游行的人群中有一个人跌倒了，当他爬起来时他开始打他周围的每一个人，所以每一个人都被卷入了争斗，也许是命运安排，在附近有一个蔬菜摊，摊上打开的板条箱中有出售的货物，争斗中一个年轻人从板条箱中抓起番茄扔向他人，直到警察来到驱散了这场殴鬥。[6][7][8]

不管是这一传统是如何起源的，大家都玩得很尽兴，以至於在第二年，第三年不断地重复着这一活动。
在起初的几年里，布尼奥尔镇当局禁止番茄大赛，直至1959年才允许进行番茄大赛。在佛朗哥時期，这个节日又被以没有宗教意义为由取缔。1975年，佛朗哥逝世后，这一传统才被恢复。 在1980年，布尼奥尔镇开始接受主办番茄大战活动。
虽然通常说节日在八月的最后一个星期三举行，但也不尽然，2001年的番茄大战就在8月22日举行，而8月29日才是八月最后一个星期三。

## 類似活動
- 在義大利北部的艾芙利亞，每年從每年的一月到二月底會展開「柑橘大戰」。
- 在德國柏林的奧伯鮑姆橋，橋兩端的居民在每年9月會展開「蔬果大戰（德语：Gemüseschlacht (Berlin)）」。
- 在韓國江原道，每年8月會舉辦華川蕃茄節[永久]，當中有蕃茄襲撃戰，參加者互相擲蕃茄激鬥。